# 伊塞尔托
伊塞尔托（法語：Isserteaux，法語發音：[isɛʁto]）是法国多姆山省的一个市镇，属于克莱蒙费朗区。

## 地理
伊塞尔托（45°39'9"N, 3°23'16"E）面积17.66 平方千米，位于法国奥弗涅-罗讷-阿尔卑斯大区多姆山省，该省份为法国中南部省份，北起阿列省接壤，东临卢瓦尔省，南至上盧瓦爾省和康塔爾省，西接科雷兹省和克勒兹省。
与伊塞尔托接壤的市镇（或旧市镇、城区）包括：法耶堡、芒略、蒙莫兰、圣让德索利耶尔、圣于连德科佩勒、萨莱德、叙热尔。

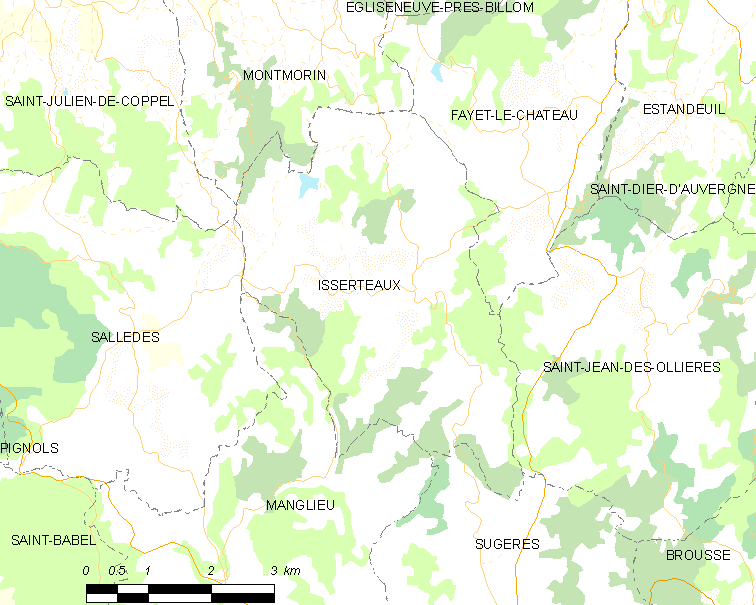
伊塞尔托的OSM定位图

伊塞尔托的时区为UTC+01:00、UTC+02:00（夏令时）。

## 行政
伊塞尔托的邮政编码为63270，INSEE市镇编码为63177。

## 政治
伊塞尔托所属的省级选区为比永县。

## 人口

1962-2008年间伊塞尔托人口变化图示

伊塞尔托于2022年1月1日时的人口数量为422人。